# Powiat Vásárosnamény
Powiat Vásárosnamény (węg. Vásárosnaményi járás) – jeden z jedenastu powiatów komitatu Szabolcs-Szatmár-Bereg na Węgrzech. Siedzibą władz jest miasto Vásárosnamény.

## Miejscowości powiatu Vásárosnamény
- Aranyosapáti
- Barabás
- Beregdaróc
- Beregsurány
- Csaroda
- Gelénes
- Gemzse
- Gulács
- Gyüre
- Hetefejércse
- Ilk
- Jánd
- Kisvarsány
- Lónya
- Márokpapi
- Mátyus
- Nagyvarsány
- Nyírmada
- Olcsva
- Pusztadobos
- Tarpa
- Tákos
- Tiszaadony
- Tiszakerecseny
- Tiszaszalka
- Tiszavid
- Vámosatya
- Vásárosnamény